# Lipiecka Fabryka Traktorów

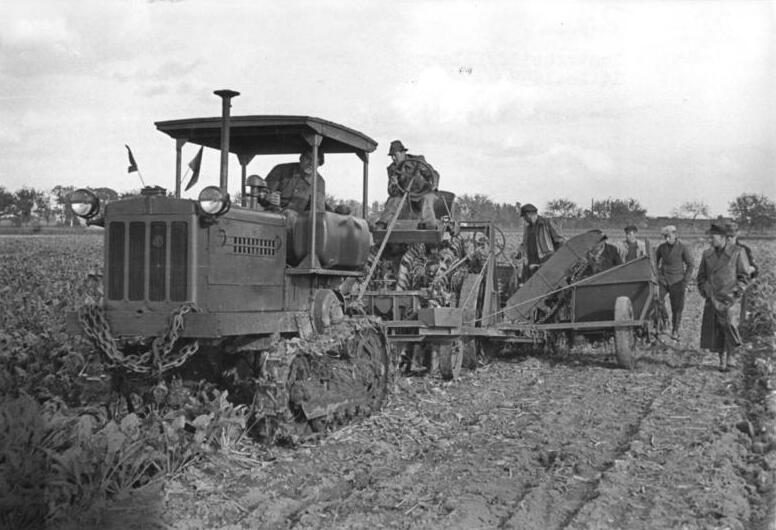
Ciągnik gąsienicowy KD-35

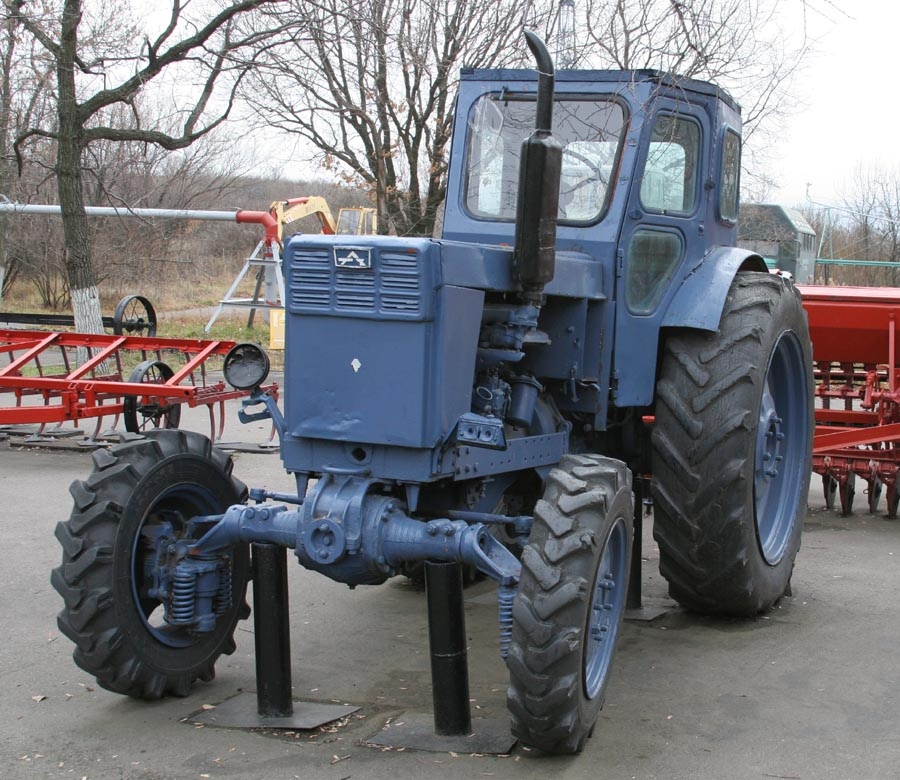
Ciągnik rolniczy T-40

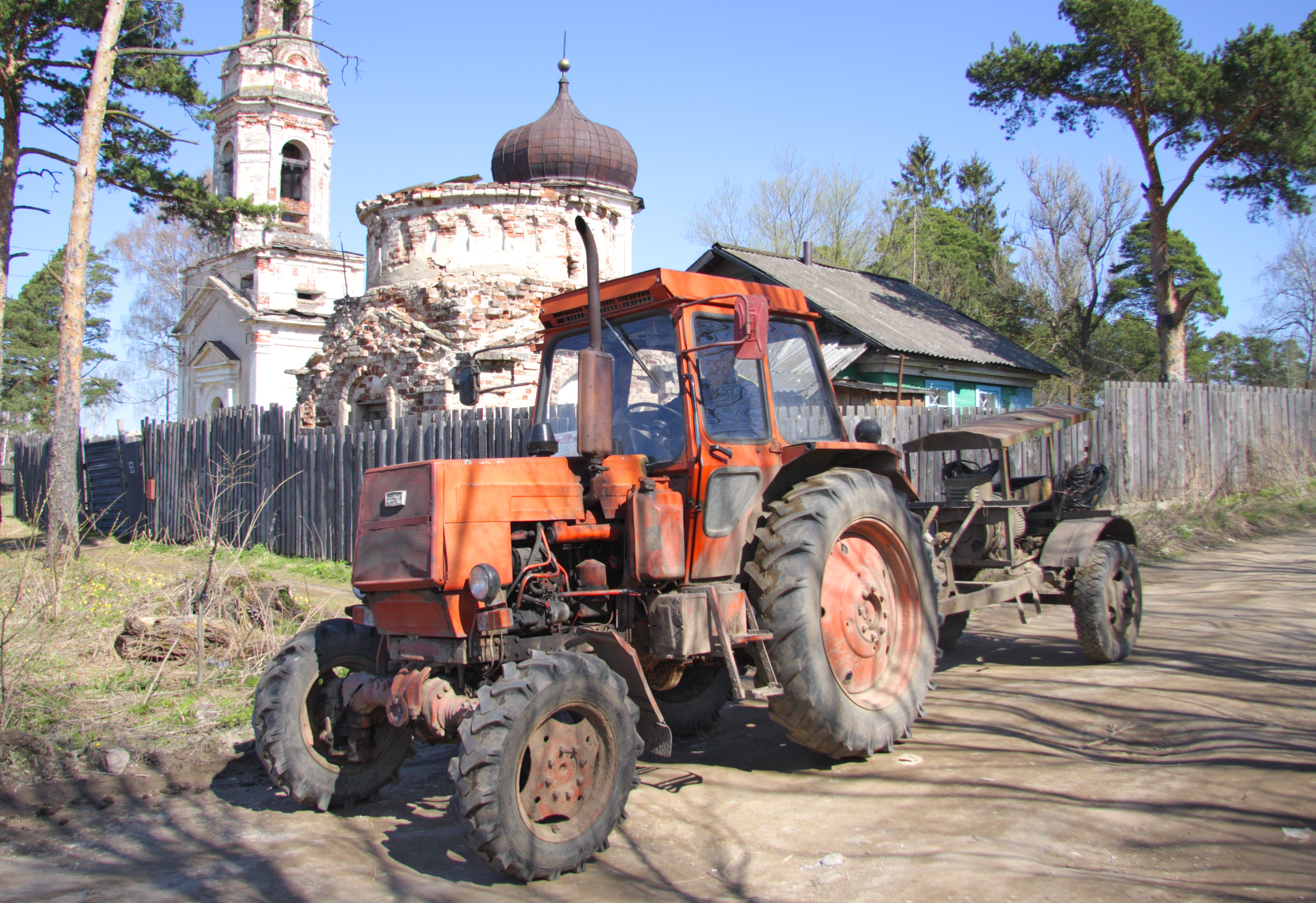
Ciągnik rolniczy LTZ-55

Lipiecka Fabryka Traktorów – rosyjski producent ciągników rolniczych z siedzibą w Lipiecku.

## Historia
Lipiecka Fabryka Traktorów (LTZ), została założona w 1943 roku. 1 czerwca 1944 zmontowany pierwszy prototyp traktor gąsienicowy z silnikiem benzynowym "Kirowiec-35" z silnikiem benzynowym ZIS-5T. 64 z tych ciągników zostało wyprodukowane w 1945 roku. We wrześniu 1944 został wykonany pierwszy prototyp ciągnika KD-35 z silnikiem wysokoprężnym Caterpillar D-34-00.
W 1947 roku fabryka rozpoczęła produkcję seryjną ciągnika gąsienicowego KD-35. Do czasu wycofania z produkcji w 1960 roku fabryce produkowano 113,600 traktorów, w tym modyfikacji międzyrzędowej KDP-35.
Od 1957 roku zakład rozpoczął produkcję ciągników uniwersalnych. W 1958 roku został skierowany do produkcji ciągnik T-25, który po badaniach zakończonych w 1960 roku wszedł do produkcji pod nazwą T-30. Na bazie ciągnika T-30 powstał ciągnik T-35 i jego modyfikacja z napędem na cztery koła.
W 1958 roku fabryka rozpoczyna produkcję uniwersalnego ciągnika Rotary gąsienica T-38. W 1961 roku zastąpił T-38M, który był produkowany do 1973 roku.
Od 1961 rozpoczęto produkcję ciągnika kołowego T-40. Od 1961 do 1995 roku, linię produkcyjną opuściło 1196200 ciągników T-40 oraz jego modyfikacji: (T-40A - model z napędem na cztery koła, T-40AN - wszystkie koła napęd ze zmniejszoną wysokością i prześwitem do pracy na stokach, T-50A - modyfikacja przemysłowa do użytku z ładowarką i T-40M - napęd na tylne koła, T-40AM - napęd na wszystkie koła, T-40ANM - model napędu na wszystkie koła i zredukowanym prześwitem do pracy na stokach, T-40AP - z napędem na wszystkie koła przeznaczony do pracy z maszynami komunalnymi).
W 1970 roku linię montażową Lipieckiej Fabryki Traktorów opuścił 500 tysięczny ciągnik.
W kwietniu 1988 roku rozpoczęto produkcję ciągnika LTZ-155.
W 1991 roku rozpoczęto produkcję LTZ-55, a następnie ciągnik LTZ-60-AWD mające na celu zastąpienia przestarzałych T-40.
Na jesieni 2004 roku zakład został ogłoszony bankrutem. Został on zastąpiony przez inną spółkę - "Traktor Lipieck", który jest częścią rosyjskiego holdingu Тракторные заводы.

## Produkty
- ciągniki gąsienicowe: KD-35, КДП-35, Т-38М
- ciągniki rolnicze: T-40